# Edmund Joensen
Pour les articles homonymes, voir Joensen.
Edmund Esbern Johannes Joensen (né le 19 septembre 1944 à Oyri) est un homme politique danois, élu au Folketing en 2019.